# Microtropis obscurinervia
Microtropis obscurinervia är en benvedsväxtart som beskrevs av Merrill och Freeman. Microtropis obscurinervia ingår i släktet Microtropis och familjen Celastraceae. Inga underarter finns listade.